# 芹苴大學
芹苴大學（越南语：／；英文簡稱：CTU）為越南湄公河三角洲地區芹苴市的一所公立综合性大學，成立於1966年。也是湄公河三角洲地區的一流大學。芹苴大學也是越南領先的農業研究中心。

## 歷史沿革
1966年3月31日，越南共和国政府成立芹苴大學院。1975年，越南共和国覆亡之後，芹苴大學院被越共接管，發展成為湄公河三角洲地區的綜合大學。2003年，越南政府将芹苴大學醫學院析出，建立芹苴醫藥大學。
2023年，芹苴大学在后江省凤合县及朔庄省朔莊市分别开设分校。

## 教学现况
芹苴大学是一所综合性大学，有资格授予学士、碩士、博士学位，开设了超过90个本科专业。其中农牧业相关的学科实力雄厚。

## 外部連結
- Homepage of Cantho University （页面存档备份，存于） （越南文）

10°01′56″N 105°46′06″E / 10.0323°N 105.7682°E